# Hajer Tbessi
Hajer Tbessi, née le 8 avril 1971, est une judokate tunisienne.

## Carrière
Hajer Tbessi évolue dans la catégorie des moins de 61 kg. Elle est médaillée d'or par équipes aux championnats d'Afrique féminins 1991, médaillée de bronze aux championnats d'Afrique 1990, aux Jeux de la Francophonie de 1994, aux Jeux africains de 1995 et aux championnats d'Afrique 1996.
Elle participe aux Jeux olympiques de 1996 sans atteindre le podium.